# Don't Get Ideas
Don't Get Ideas je album Ondřeje Pivce z roku 2006. Spolu s Pivcem, hrajícím na varhany, na něm ještě spolupracovali Libor Šmoldas (kytara), Jakub Doležal (tenorsaxofon) a Tomáš Hobzek (bicí). Album získalo v kategorii „Jazz & Blues“ od Akademie populární hudby ocenění Anděl za rok 2006.

## Seznam skladeb
Na albu jsou tyto skladby:
- „Mr Littleroot's green room“
- „Inception“
- „Blues for Wendy“
- „Humble groove“
- „Don't get ideas“
- „Quietude“
- „Knick knack“
- „Just chillin'“
- „Pantheola“
- „Lonely grey“